# Cathédrale Saint-Jacques-et-Saint-Philippe de Jacmel
La cathédrale Saint-Jacques-et-Saint-Philippe est une cathédrale catholique située à Jacmel, en Haïti. Elle est le siège du diocèse de Jacmel.

## Historique
La construction a débuté en 1852 et elle fut inaugurée en 1864. Détruite par un incendie le 18 septembre 1896 qui ravagea toute la ville, elle fut reconstruite aussitôt et subit de nombreux agrandissements entre 1916 et 1940. Le tremblement de terre de 2010 l'a considérablement fragilisée même si elle tient toujours debout. Des travaux de restauration et de reconstruction ont été entamés en septembre 2014 qui coûteront entre 7 et 8 millions de dollars américains et qui dureront 2 ans.